# Монгар
Монгар (на дзонгкха: མོང་སྒར་རྫོང་ཁག་) е един от 20-те окръга на Бутан. Населението му е 37 150 жители (по преброяване от май 2017 г.), а площта 1940 кв. км. Намира се в часова зона UTC+6. ISO 3166 – 2 кодът му е BT-42.